# کارلوس بوسیو
کارلوس بوسیو (اسپانیایی: Carlos Bossio‎؛ زادهٔ ۱ دسامبر ۱۹۷۳) بازیکن فوتبال اهل آرژانتین است.
از باشگاه‌هایی که در آن بازی کرده‌است می‌توان به باشگاه فوتبال ویتوریا ستوبال، باشگاه فوتبال بنفیکا، باشگاه فوتبال لانوس، باشگاه فوتبال کرتارو، و باشگاه فوتبال استودیانتس اشاره کرد.
وی همچنین در تیم ملی فوتبال آرژانتین بازی کرده‌است.
وی در مسابقات بین‌المللی در مجموع برندهٔ ۱ مدال طلا، ۱ مدال نقره شده‌است.